# Indo-Persische Streitaxt
Die Indo-Persische Streitaxt ist eine Waffe und ein zeremonieller Gegenstand aus Indien und Persien.

## Beschreibung
Die Indo-Persische Streitaxt hat eine gebogene, halbmondförmige, einschneidige Klinge. Auf der gegenüberliegenden Seite der Klinge ist eine flache oder mit spitzen Vorsprüngen versehene Schlagfläche angebracht. Der Schaft ist in der Regel aus Metall. Bei manchen Versionen ist in dem Schaft eine versteckte, dreikantige Stoßklinge enthalten, die bis etwa 50 cm lang sein kann. Das Heft des Dolches bildet gleichzeitig den Knauf der Axt. Es gibt so viele Versionen, dass eine genaue Beschreibung schwierig ist (siehe Bilder unter Weblinks). Da ihr Verbreitungsgebiet in Indien und Persien lag, ist die Ähnlichkeit zu anderen indischen und persischen Äxten erklärt. Diese Streitäxte werden als Kampf- sowie als zeremonielle Waffe benutzt.